# Alissa
Alissa ist ein weiblicher Vorname, der aus Aëlis, einer altfranzösischen Kurzform des Namens Adelheid oder Alice entstanden ist.

## Namensträgerinnen
- Alissa Atanassova, (* 1989), bulgarische Schauspielerin
- Alissa Czisny (* 1987), US-amerikanische Eiskunstläuferin
- Alissa Brunowna Freindlich (auch Alissa Freundlich; * 1934), russische Schauspielerin und Sängerin
- Alissa Michailowna Galljamowa (* 1972), russische Schachspielerin tatarischer Herkunft
- Alissa Arkadjewna Ganijewa (* 1985), russische Schriftstellerin und Literaturkritikerin
- Alissa Johnson (* 1987), US-amerikanische Skispringerin
- Alissa Jung (* 1981), deutsche Schauspielerin
- Alissa Michailowna Kleibanowa (* 1989), russische Tennisspielerin
- Alissa Georgijewna Koonen (auch Alice Koonen; 1889–1974), russische Schauspielerin
- Alissa Kowalenko (* 1987), ukrainische Filmregisseurin und Kamerafrau
- Alissa Nutting (* im 20. Jahrhundert), US-amerikanische Autorin und Hochschullehrerin
- Alissa Pierce (* 1986), amerikanisch-luxemburgische Basketballspielerin
- Alissa Rosenbaum (1905–1982), US-amerikanische Schriftstellerin und Philosophin
- Alissa Sajanowna Schambalowa (* 1994), russische Skilangläuferin
- Alissa Moissejewna Snamenskaja (1915–1995), sowjetische Luftfahrtingenieurin
- Alissa Skovbye (* 2002), kanadische Schauspielerin
- Alissa Walser (* 1961), deutsche Schriftstellerin, Malerin und literarische Übersetzerin
- Alissa White-Gluz (* 1985), kanadische Sängerin und Songwriterin
- Alissa Wilms (* 1995), deutsche Schauspielerin
- Alissa York (* 1970), kanadische Schriftstellerin